# Alayotityus delacruzi
Espèce
Alayotityus delacruzi est une espèce de scorpions de la famille des Buthidae.

## Distribution
Cette espèce est endémique de la province de Santiago de Cuba à Cuba. Elle se rencontre à Santiago de Cuba dans la grotte Cueva de Los Majáes.

## Description
Les mâles mesurent de 24 à 32 mm et les femelles de 30 à 35 mm.

## Systématique et taxinomie
Cette espèce a été décrite par Armas en 1973. Elle est placée en synonymie avec Alayotityus juraguaensis par Armas en 1984. Elle est relevée de synonymie par Teruel en 2000.

## Étymologie
Cette espèce est nommée en l'honneur de Jorge de la Cruz.

## Publication originale
- Armas, 1973 : « Escorpiones del Archipielago Cubano. l. Nuevo genero y nuevas especies de Buthidae (Arachnida: Scorpionida). » Poeyana, no 114, p. 1-23.